# Secăria
Secăria es una comuna ubicada en el distrito de Prahova, Rumania.

## Superficie
Posee una superficie de 46,27 kilómetros cuadrados.

## Demografía
Hasta 2021 la población era de 1078 habitantes, con una densidad de población de 23,30 habitantes por kilómetro cuadrado.